# Dichanthium ischaemum
Dichanthium ischaemum é uma espécie de planta com flor pertencente à família Poaceae. 
A autoridade científica da espécie é (L.) Roberty, tendo sido publicada em Boissiera. Memoires du Conservatoire de Botanique et de l'Institut de Botanique Systématique de l'Université de Genève 9: 160. 1960.

## Portugal
Trata-se de uma espécie presente no território português, nomeadamente em Portugal Continental.
Em termos de naturalidade é nativa da região atrás indicada.

## Protecção
Não se encontra protegida por legislação portuguesa ou da Comunidade Europeia.